# 切萨雷·萨尔瓦多里
切萨雷·萨尔瓦多里（義大利語：Cesare Salvadori，1941年9月22日—2021年8月8日），意大利男子击剑运动员。他曾参加1964年、1968年和1972年三届夏季奥运会，共收获一枚金牌和两枚银牌，均来自男子团体佩剑项目。